# Borda del Pubill (els Masos de Baiarri)
La Borda del Pubill és una borda del terme municipal de Conca de Dalt, dins de l'antic terme de Claverol, pertanyent a l'antic enclavament dels Masos de Baiarri, al nord del municipi.
Està situada a llevant dels Masos de Baiarri, al final nord-oriental del pla on es trobaven els masos que componien aquesta caseria. Al seu sud-est hi havia Borda de Bartolomeu, al sud, la Borda de Pes, i al nord, la de Patis.